# Сущенко Володимир Миколайович
Сущенко Володимир Миколайович (народ. 14 травня 1945 року в місті Новоалтайськ Алтайського краю Російської Федерації) — український правник, науковий дослідник.

## З біографії
У 1972 році закінчив навчання в Харківському юридичному інституті (тепер — Національний юридичний університет імені Ярослава Мудрого). У 1997—2017 роках неодноразово стажувався в правничих школах (юридичних факультетах) університетів та органах правосуддя Великої Британії, Іспанії, Німеччини, Польщі, Угорщини і США.
Трудову діяльність розпочав у 1962 році слюсарем Конотопського вагонного депо Південно-Західної залізниці. Проходив строкову військову службу в лавах Радянської Армії, у Ракетних військах стратегічного призначення (Тверська область РСФСР, в/ч 12408,1964-1967 роки).
Після завершення навчання у 1972 році в Харківському юридичному інституті служив в органах внутрішніх справ УРСР (1972-1975 роки, старший лейтенант міліції).
Має понад 40 років науково-педагогічної діяльності у ЗВО України. Працював: асистентом, старшим викладачем, проректором, доцентом Харківського юридичного інституту (1977-1996 роки, тепер - Національний юридичний університет імені Ярослава Мудрого); першим деканом-фундатором, завідувачем кафедри, доцентом факультету правничих наук Національного університету «Києво-Могилянська Академія»(1997-2017 роки, у 2005-2011 роках працював за сумісництвом); першим проректором Академії прокуратури України (2004-2005 роки, старший радник юстиції); фундатором-завідувачем і професором кафедри конституційного та адміністративного права і процесу юридичного факультету Миколаївського державного гуманітарного університету імені Петра Могили (2006-2011 роки, тепер — Чорноморський національний університет імені Петра Могили). На запрошення читав лекційні курси на юридичних факультетах Національного університету «Острозька Академія», Запорізького національного університету, Академії адвокатури України, Національного юридичного університету імені Ярослава Мудрого (1997-2021 роки).
Призначався членом Науково-консультативної ради Верховного Суду України, обирався Членом Всеукраїнської Ради з юридичної освіти і науки, членом Керівної ради Світового Конгресу українських юристів, членом редакційних колегій фахових періодичних видань «Українське право», «Вибори і демократія», «Наукові записки НаУКМА (серія „юридичні науки“)», «Прокурорська та слідча практика». Обирався членом Конкурсних комісій з обрання: першого складу НАЗК України (2015-2016 роки, член комісії - представник Верховної Ради України); членів ВРП  України за квотою Президента України (голова конкурсної комісії, 2019 рік); членів РГК ДБР України (2020 рік). Працював радником Генерального прокурора України (2022-2024 роки).

## Творчий доробок
Автор понад 100 опублікованих наукових і науково-методичних робіт і навчальних програм для правничих ЗВО України, науково-експертних висновків за запитами суддів Верховного Суду та Конституційного Суду України. Працював членом робочих груп з підготовки проєктів Адміністративно-процесуального і Кримінально-процесуального кодексів України; законопроектів в галузях адміністративного і фінансового права. Розробник і викладач навчальних програм з криміналістики, юридичної психології, юридичної деонтології та професійної відповідальності юриста, методології правознавства. 
Блогер, автор понад 100 публіцистичних статей у виданнях: "Українська правда", "Новое время", "Дзеркало тижня", "День", "Ракурс", "Лівий берег" - з проблем державотворення, функціонування правової системи держави, підготовки  і професійної етики та відповідальності правників України.

### Основні наукові праці
- Коновалова В. Е., Сущенко В.М. Співвідношення планування і організації розслідування злочинів // Радянське право № 1. Київ, 1981, с.62-65.
- Колесниченко А. Н., Сущенко В.Н. О принципах планирования расследования преступлений.// Сборник “Криминалистика и судебная экспертиза” Вып. 26, Киев, 1983, с.15-20.
- Матусовский Г. А., Сущенко В.Н. Организация работы аппаратов дознания и предварительного следствия органов внутренних дел. Учебное пособие. Харьков, 1983 г. – 84с..
- Сущенко В.М. Правосвідомість правника у контексті доктрини верховенства права. Загальнотеоретичне правознавство, верховенство права та Україна. Збірник наукових статей / Гол.редактор: Андрій Мелешевич. — К.: ДУХ І ЛІТЕРА, 2013, с. 364—377.
- Сущенко В.М. Стан і проблеми реформування юридичної освіти в Україні: виклики XXI століття // Міжнародний науковий вісник.International scientific herald. Ужгород-Будапешт. Випуск 8(27).- Ужгород ДВНЗ «УжНУ», 2014, с.195-202.
- Сущенко В.М. Реформування судової влади: комплексний підхід // Наукові записки НаУКМА. Юридичні науки. Т. 168—2015, Київ, ВПЦ НаУКМА, с. 14 — 19.
- Сущенко В.М. Процесуальне керівництво досудовим розслідуванням: поняття, зміст, планування та організація: Монографія / В. М. Сущенко. — Харків: Право,2018.- 224 с.
- Правнича клінічна освіта в Україні: Навчальний посібник / За заг. ред. В.М.Сущенка. - К.: Ваіте, 2020.-274с..
- Сущенко В.М. Категорія "відповідальність" у гуманітарних науках та юриспруденції: мультидисциплінарний підхід // Філософія права і загальна теорія права: наук.журн./ред.кол.: С.Максимов та ін. – Харків: Право, 2020.- № 2. - с. 166-184.
- Сущенко Володимир. Професія правник: діяльність, етика, відповідальність / Монографія . - К.: БО "Благодійний фонд пам'яті Василя Кисіля", 2022.- 160с.: іл..

## Нагороди і відзнаки
Нагороджений : Нагрудним знаком "Заслужений юрист України" (2002); Почесною Грамотою Київського міського Голови «За вагомий внесок у розвиток наукового потенциалу столиці» (2004); Нагрудним знаком Прокуратури України «Державність. Справедливість. Сумлінність» (2005); Нагрудним знаком Міністерства освіти і науки України «Петро Могила» (2007); Почесним нагрудним знаком Міністерства юстиції України (2008); Почесною відзнакою Асоціації правників України "За честь і професійну гідність" (2015); Орденом «За Заслуги III ступеню» (2015; 3 червня 2016 року повернув орден до адміністрації (офісу) президента на знак протесту щодо порушення положень Конституції України і Регламенту Верховної Ради під час внесення народними депутатами змін до Конституції в частині "Правосуддя"); Медаллю Києво-Могилянської академії " Святий Петро Могила" (2025)
Лауреат Всеукраїнського конкурсу Спілки юристів України «Юрист року — 2000»